# Улица Крупской (Гомель)
Улица Крупской бел. Вуліца Крупскай — улица в северо-западной части Гомеля (Железнодорожный район Гомеля), является одной из крупнейших и значимых улиц города. Начинается от улицы Малайчука и заканчивается у городской черты плавно перетекая в дорогу в сторону агрогородка «Поколюбичи». Застройка самая разнообразная, в отдельных частях улицы частная 1-2 этажная, также на улице есть высотные дома.
Улица формировалась из дороги в город Ветку. Позже её оформили булыжником. До 1957 года, скорей всего, была улицей Ленина. Справа находилось болото Безодное, которое в 1930-х годах осушили. Его отголоски остаются и сегодня, но некоторые помнят особенно сильный разлив 1966 года. В этой местности селилось много приезжих. По левую сторону улицы рос сад Паскевичей, ставший после революции колхозным. Застроена в дореволюционное время деревянными 1-этажными домами усадебного типа. Интенсивная застройка началась в 1950-60-е годы.
На доме № 78 установлена памятная доска о названии улицы.

## На улице расположены
- Почтовое отделение
- Продуктовый магазин Копейка
- СТО
- Технический центр НТС

## Пересекает улицы
- 2-й Урожайный переулок
- 1-й переулок Крупской
- Ридного
- Иподромный переулок
- Каменщикова
- Нагорную
- Свиридова
- Яговкина
- 3-ю Витебскую